# Glasgow smile

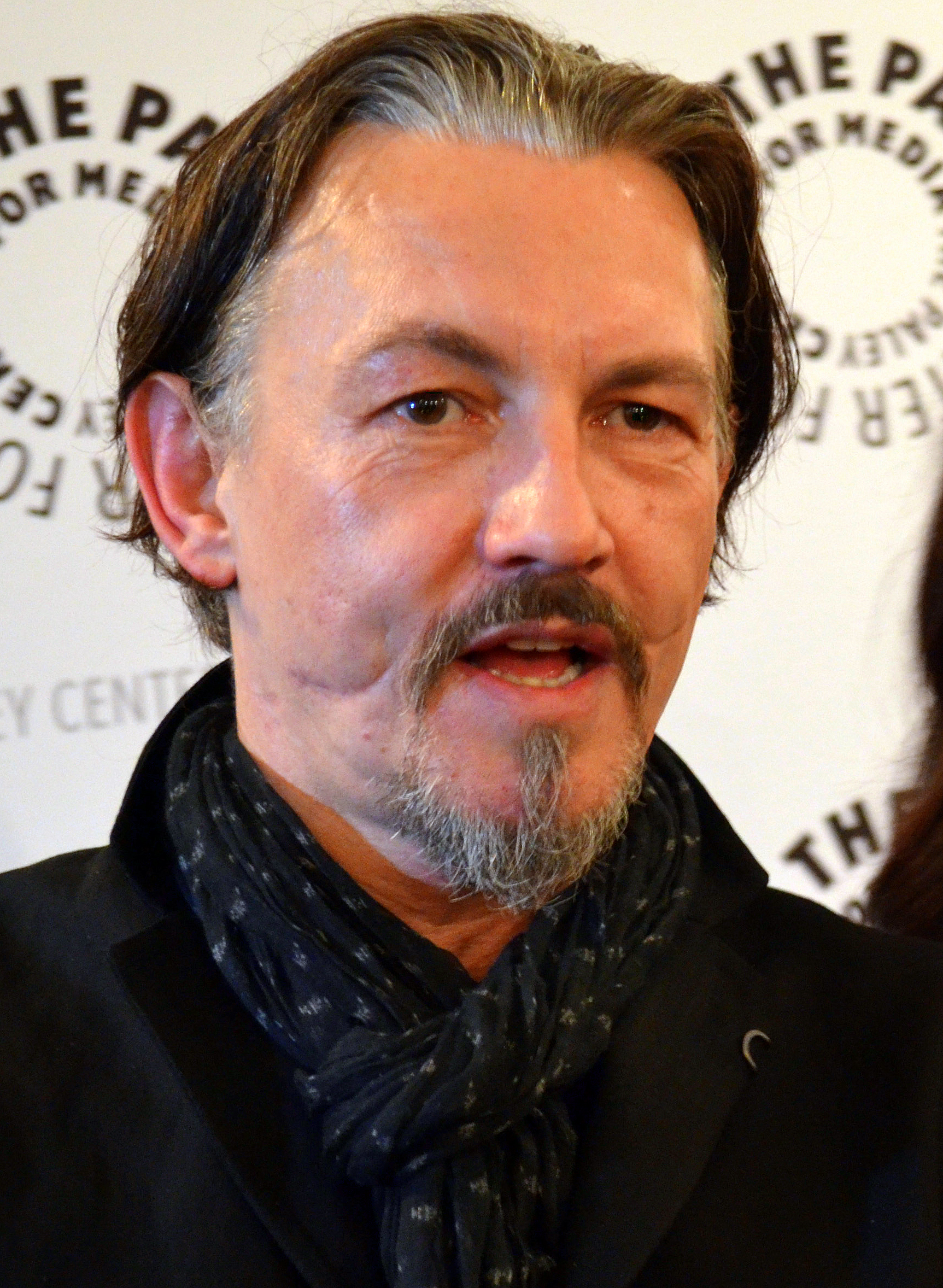
El actor Tommy Flanagan.

Glasgow smile (sonrisa de Glasgow) es una expresión del slang británico que designa una herida que se le inflige a alguien desde las comisura de los labios hasta la orejas y que deja una cicatriz semejante a una sonrisa.
El agresor realiza pequeños tajos alrededor de la comisura de los labios de la víctima, a quien luego golpea o acuchilla hasta que se le tensen los músculos de la cara. La intención de este corte reside en posteriormente agredir a la víctima provocando el grito y de este modo desfigurando su rostro. La mutilación de este tipo se suele infligir con una trincheta o un pedazo de vidrio roto. Si no recibe atención médica, la víctima puede morir desangrada.
Se cree que esta práctica es originaria de la ciudad escocesa de Glasgow.[cita requerida] Se volvió popular entre pandillas inglesas, especialmente los "Chelsea Headhunters" (hooligans que siguen al Chelsea Football Club). En Londres se la conoce como Chelsea smile (sonrisa de Chelsea) o Chelsea grin (amplia sonrisa de Chelsea).

## En la cultura popular
En la película The Dark Knight, el personaje del Joker, interpretado por Heath Ledger, tiene este tipo de cicatriz.
En el folclore japonés hay una leyenda urbana sobre la kuchisake onna, un espíritu (yōkai) femenino que en vida fue la esposa infiel de un samurái que, al descubrir su infidelidad, hizo el Glasgow smile en su rostro con su katana, y que desde entonces ha vagado por las calles de Japón usando un barbijo, y que al retirarlo muestra su boca con los cortes en sus mejillas.
En el episodio 10 de la temporada 1 de la serie Hannibal, llamado "Buffet Froid", la asesina con síndrome de Cotard Georgia Madchen le hace a sus víctimas una sonrisa de Glasgow, y al final del episodio se ve a Hannibal haciendo lo mismo.
El personaje de los creepypasta de internet Jeff the Killer posee un corte de oreja a oreja perpetrado por él mismo.
El actor escocés Tommy Flanagan posee cicatrices de una sonrisa de Glasgow tras haber sido asaltado al salir de la discoteca donde trabajaba como DJ cuando era joven.
Elizabeth Short, llamada también "La Dalia Negra", fue asesinada, mutilada y encontrada con una sonrisa de Glasgow en su rostro.